# Olewiger Straße
Die Olewiger Straße ist eine Straße in Trier in den Stadtteilen Gartenfeld und Olewig, von dem sich der Straßenname ableitet. Sie verläuft von den Kaiserthermen bis in den Ortskern von Olewig. Dabei führt sie am Römischen Amphitheater vorbei.
Im Olewiger Teil befinden sich noch fünf weitere kleinere Kulturdenkmäler, darunter das Xaveriusstift, ein ehemaliges Frauenkloster. Früher stand an der Straße auch das historische Gasthaus der Familie Schleimer.
Teilweise parallel zur Straße verläuft der Olewiger Bach.